# Peter Butterworth
Peter William Shorrocks Butterworth (* 4. Februar 1919 in Bramhall nahe Stockport; † 16. Januar 1979 in Coventry) war ein englischer Komiker und Schauspieler.

## Leben und Karriere

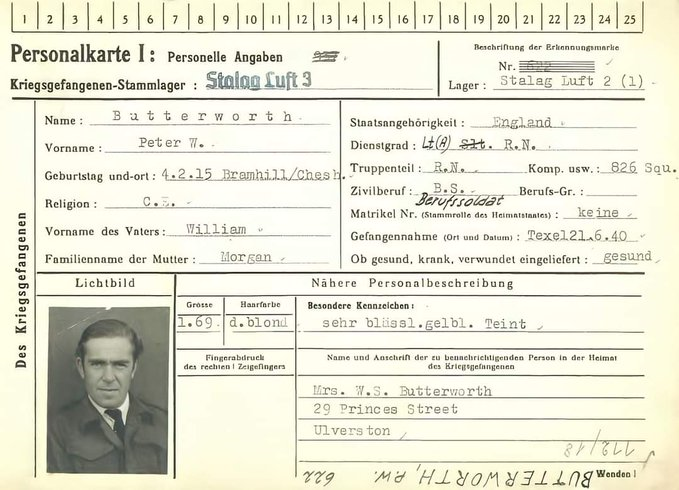
Kriegsgefangenen-Karte von 1940

Butterworth wurde in Bramhall geboren. Während des Zweiten Weltkrieges diente er in der Royal Navy im Rang eines Lieutenant. Er wurde 1940 in den Niederlanden gefangen genommen. In der Zeit seiner Gefangenschaft unternahm er drei Fluchtversuche. Während eines Fluchtversuches Anfang Juni 1941, der sich im „Durchgangslager Luft“ (Dulag Luft) in Oberursel abspielte, floh Butterworth durch einen Tunnel und legte in drei Tagen 43 Kilometer zurück, bis er von einem Mitglied der Hitlerjugend aufgegriffen wurde. Nach diesem Ereignis machte er immer wieder Witze darüber, dass er nie mit Kindern zurechtkam. Alle anderen Versuche zu flüchten blieben stets erfolglos. Er wurde in der Folgezeit im Stalag Luft III gefangen gehalten, wo er auf Talbot Rothwell traf, der später an vielen der Carry-On-Filme als Mitautor teilhaben sollte. Zusammen sangen sie in der Unterhaltungsshow für die Kriegsgefangenen im Stalag Luft III. Beide blieben nach dem Krieg gute Freunde und begannen Karrieren in der Unterhaltungsbranche.
Peter Butterworth ist vor allem als Schauspieler in 16 Filmen der komödiantischen Carry-On…-Filmreihe bekannt. Des Weiteren tauchte er in der britischen Science-Fiction-Serie Doctor Who auf. In der ersten Staffel der Serie Catweazle hatte er einen kurzen Auftritt und übernahm in der zweiten Staffel dann die wiederkehrende Rolle des Schlossdieners Mr. Groom. In dem Krimi-Klassiker 16 Uhr 50 ab Paddington spielte er in einer kleinen Nebenrolle als Eisenbahnschaffner zusammen mit der Hauptdarstellerin Margaret Rutherford.
Weitere Rollen waren der Higgins in Die Atomente (1951), der Kapellmeister in dem Märchenfilm-Musical Der kleine Däumling (1958) und der Inspector Lord in Das Spinngewebe (1960). Weitere Nebenrollen spielte Butterworth in den Disney-Produktionen The Prince and the Pauper (1962) und Vier Kids gegen die Unterwelt (1963), beide Male unter der Regie von Don Chaffey. Er trat auch in Toll trieben es die alten Römer (1966) und Die Pille war an allem schuld (1968) auf. Sein letzter Kinofilm war Der erste große Eisenbahnraub (1979).
Er war mit der Schauspielerin Janet Brown verheiratet. Auch ihr gemeinsamer Sohn Tyler Butterworth (* 6. Dezember 1958) ist Schauspieler.

## Filmografie (Auswahl)
- 1950: Jagd auf „Z“ (Paul Temple’s Triumph)
- 1952: Insel der Verheißung (Saturday Island)
- 1958: Der kleine Däumling (Tom Thumb)
- 1960: Das Spinngewebe (The Spider’s Web)
- 1961: 16 Uhr 50 ab Paddington (Murder She Said)
- 1961: Der Tag, an dem die Erde Feuer fing (The day the earth caught fire)
- 1965: Die amourösen Abenteuer der Moll Flanders (The Amorous Adventures of Moll Flanders)
- 1965: Doctor Who 4 Folgen (2.32–2.36) (Doctor Who - The Time Meddler)
- 1965: Geheimauftrag für John Drake (Danger Man; Fernsehserie, 1 Folge)
- 1965: Ist ja irre – der dreiste Cowboy (Carry On Cowboy)
- 1966: Ist ja irre – Alarm im Gruselschloß (Carry On Screaming!)
- 1965: Toll trieben es die alten Römer (A Funny Thing Happened on the Way to the Forum)
- 1967: Ist ja irre – Nur nicht den Kopf verlieren (Don’t Lose Your Head)
- 1967: Ist ja irre – In der Wüste fließt kein Wasser (Follow That Camel)
- 1967: Das total verrückte Krankenhaus (Carry On Doctor)
- 1968: Alles unter Kontrolle – keiner blickt durch (Carry On… Up the Khyber)
- 1969: Das total verrückte Campingparadies (Carry On Camping)
- 1969: Das total verrückte Irrenhaus (Carry On Again Doctor)
- 1970–1971: Catweazle (Fernsehserie, 11 Folgen)
- 1970: Heinrichs Bettgeschichten oder Wie der Knoblauch nach England kam (Carry On Henry)
- 1970: Liebe, Liebe usw. (Carry On Loving)
- 1972: Schütze dieses Haus (Bless this house)
- 1972: Ein total verrückter Urlaub (Carry On Abroad)
- 1973: Mißwahl auf Englisch (Carry On Girls)
- 1974: Mach’ weiter, Dick! (Carry On Dick)
- 1975: Der total verrückte Mumienschreck (Carry On Behind)
- 1976: Retter der Nation (Carry On England)
- 1978: Mach’ weiter, Emmanuelle (Carry On Emmannuele)
- 1979: Der große Eisenbahnraub (The First Great Train Robbery)